# Cau Barata
Carlos Eduardo de Almeida Barata (Rio de Janeiro, 31 de janeiro de 1957), mais conhecido como Cau Barata, é um escritor, museólogo, historiador e genealogista brasileiro.
Filho do engenheiro e professor emérito da UFRJ Fernando Emmanuel Barata e de Maria Célia Almeida Barata, é sobrinho do historiador e crítico de arte Mário Barata, e neto do jornalista e escritor Hamilton Barata, combativo opositor do governo Vargas.

## Principais obras
- De engenho a jardim: memórias históricas do Jardim Botânico (2008) - co-autoria de Cláudia Braga Gaspar.
- Dicionário das famílias brasileiras (tomo 1 - 1999; tomo 2 - 2001) - co-autoria de Antonio Henrique da Cunha Bueno.
- Presidentes do Senado no Império: Uma radiografia histórica, genealógica, social, política e diplomática do Brasil imperial (1997).
- Shopping centers: 1996: Rio-sul (1996) - co-autoria de Cláudia Braga Gaspar.
- Villa Ipanema (1994) - co-autoria de Cláudia Braga Gaspar e outros.
- Os herdeiros do poder (1994) - em co-autoria a Francisco Antonio Doria e outros.

## Prêmios
- Distinção da Confédération Internationale de Généalogie et d’Héraldique – Suíça, ao livro: Os herdeiros do poder (1994) – obra conjunta de Francisco Antonio Doria, Carlos Eduardo Barata, Jorge Ricardo Fonseca, Ricardo Teles Araújo e Gilson Nazareth.
- Distinção do 22º Prêmio Clio de História (Academia Paulistana de História, agosto de 1998), pelo livro Presidentes do Senado no Império (1997).
- Comenda D. Aloysio de Almeida (Governo do Estado de São Paulo, 2001) – pelo conjunto da obra.

## Entrevistas
| Programa                  | Entrevistador(a)   | Tema                   | Data        | Link | Outros participantes                                                         |
| ------------------------- | ------------------ | ---------------------- | ----------- | ---- | ---------------------------------------------------------------------------- |
| Sem censura               | Lúcia Leme         | Genealogia             | 23/Mar/1989 |      | Outros debatedores: Hélio Fernandes Filho, Ipojuca Pontes e Mônica Conceição |
| Programa de domingo       | Solange Bastos     | Genealogia             | 1990        |      |                                                                              |
| As pessoas (TVE)          | Hildegard Angel    | Genealogia             | 1990        |      |                                                                              |
| Fantástico                | Isabela Scalabrini | Genealogia             |             |      |                                                                              |
| Agenda (TVS)              | Leda Nagle         | Genealogia             |             |      |                                                                              |
| Agenda (TVS)              | Leda Nagle         | História de Ipanema    | 13/Dez/1994 |      | Outros entrevistados: Lúcia Abreu                                            |
| Márcia Peltier            | Márcia Peltier     | Genealogia             | 1999        |      |                                                                              |
| Programa Amaury Jr.       | Amaury Jr.         | Genealogia             | 1999        |      |                                                                              |
| Programa do Jô            | Jô Soares          | Um pouco de genealogia | 5/Set/2005  |      |                                                                              |
| Sem censura               | Leda Nagle         | Genealogia             | 14/Jun/2007 |      |                                                                              |
| Márcia Peltier Entrevista | Márcia Peltier     | Genealogia             | 30/Abr/2013 |      |                                                                              |